# Oxford (Indiana)
Pour les articles homonymes, voir Oxford.
Oxford est une municipalité américaine située dans le comté de Benton en Indiana. Lors du recensement de 2010, sa population est de 1 162 habitants.

## Géographie
Oxford se trouve dans le township d'Oak Grove (en), dans le nord-ouest de l'Indiana.
Selon le Bureau du recensement des États-Unis, la municipalité s'étend en 2010 sur une superficie de 0,54 mille carré (1,4 km2).

## Histoire
Oxford est fondée en 1843, et devient une municipalité en 1869. Elle est le premier siège du comté de Benton. Elle perd ce statut en 1874 au profit de Fowler.
La ville est nomment connue pour être le lieu d'élevage du célèbre cheval de course Dan Patch (en). Une plaque commémorative se trouve d'ailleurs devant la ferme où il a été élevé.
Oxford compte deux monuments inscrits au Registre national des lieux historiques :
- l'église presbytérienne, construite en 1902 et seul monument de la ville de style roman richardsonien[7] ;
- la maison de David S. Heath, construite en 1908 dans un style Queen Anne[3].

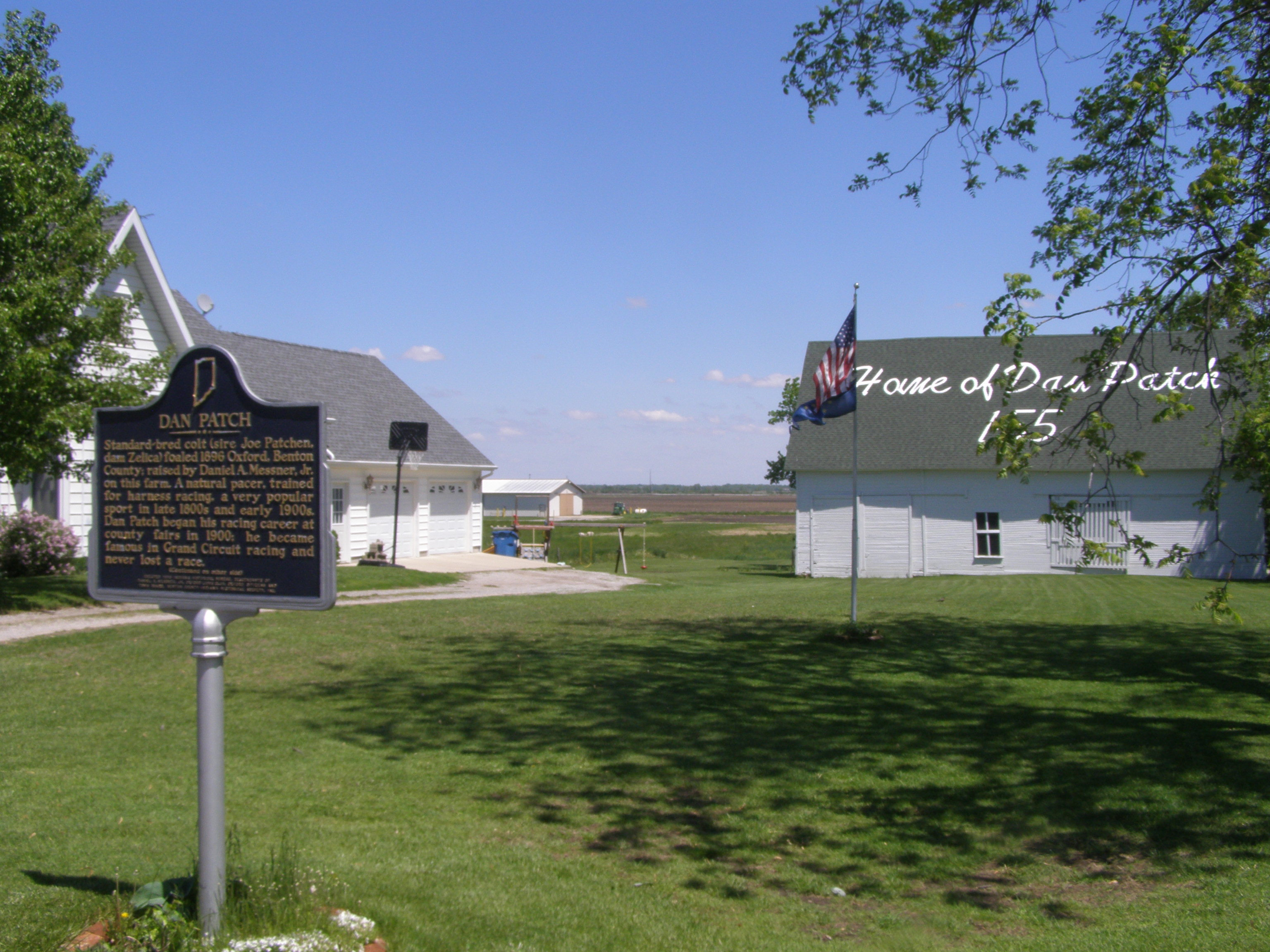
La ferme de Dan Patch
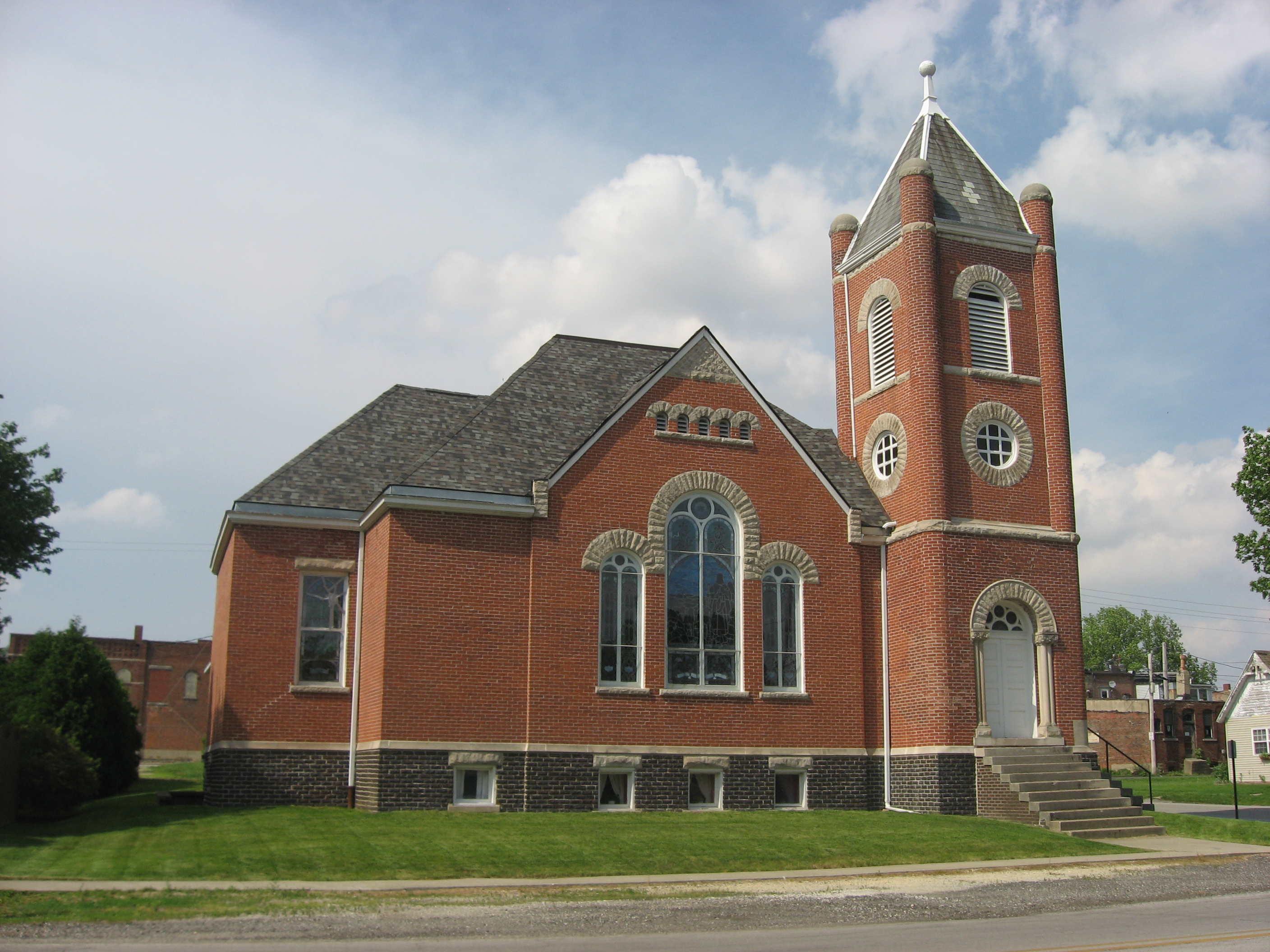
L'église presbytérienne
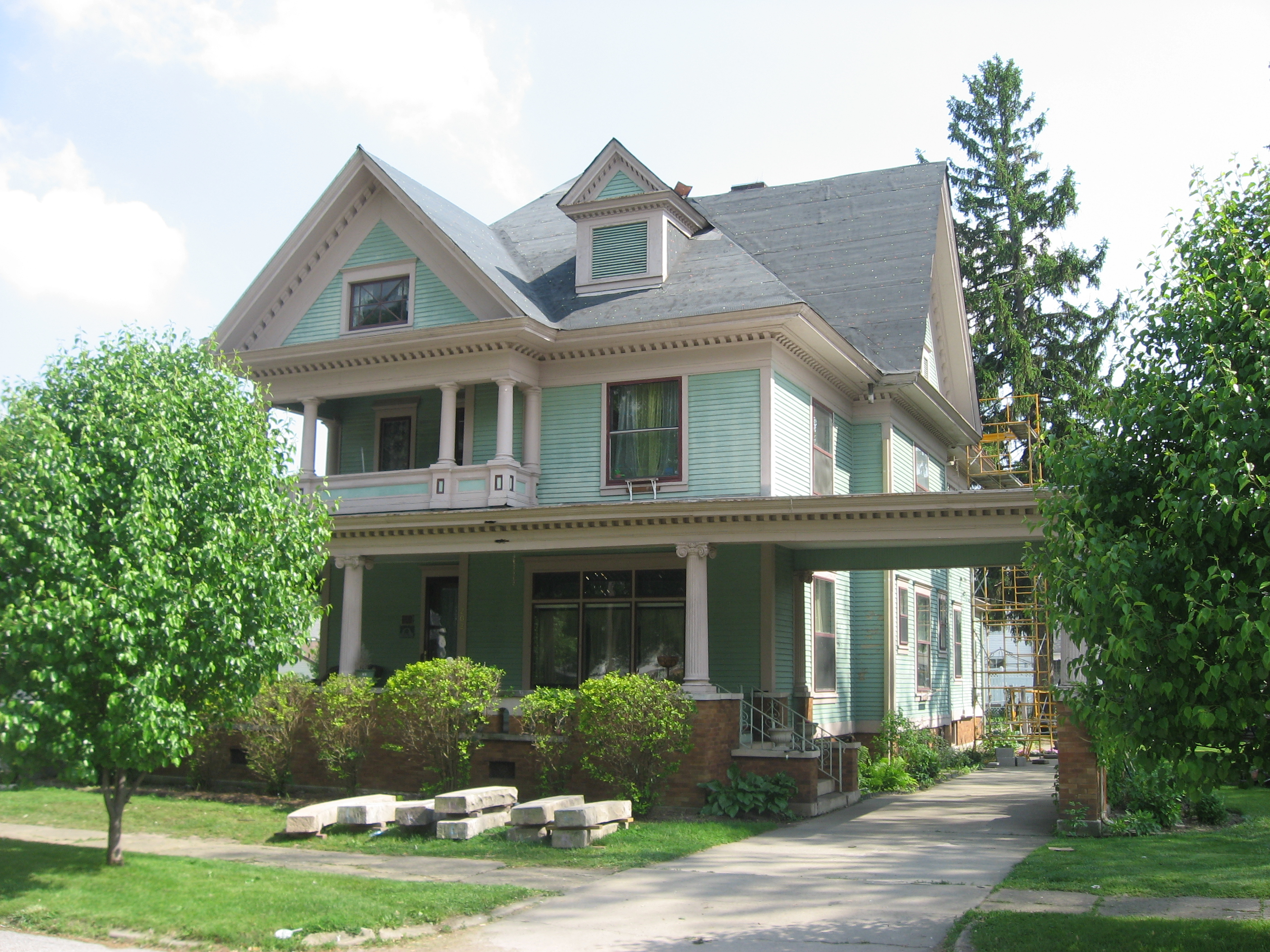
La maison de Heath